# Crocodilichthys gracilis
Crocodilichthys gracilis es una especie de pez de la familia Tripterygiidae en el orden de los Perciformes.

## Morfología
• Los machos pueden llegar alcanzar los 6,4 cm de longitud total.

## Alimentación
Come algas y invertebrados pequeños.

## Hábitat
Es un pez de mar y de clima tropical y demersal que vive entre 10-38 m de profundidad.

## Distribución geográfica
Se encuentra en el Golfo de California.

## Observaciones
Es inofensivo para los humanos.